# Primelin
Primelin (en bretó Prevel) és un municipi francès, situat a la regió de Bretanya, al departament de Finisterre. L'any 2006 tenia 744 habitants. Limita amb els municipis de Plogoff, a l'oest, Cléden-Cap-Sizun i Goulien al nord, i Esquibien, a l'est.

## Demografia
| 1962                                       | 1968  | 1975  | 1982  | 1990 | 1999 |  |
| ------------------------------------------ | ----- | ----- | ----- | ---- | ---- |  |
| 1.264                                      | 1.177 | 1.085 | 1.023 | 931  | 787  |  |
| Des de 1962: població sense dobles comptes |       |       |       |      |      |  |

## Administració
| Període | Identitat     | Partit |
| ------- | ------------- | ------ |
| 2001-   | Alain Donnart |        |